# Навилль, Эрнест
Эрнест Нави́лль (фр. Ernest Naville; 13 декабря 1816, Шанси — 27 мая 1909, Женева) — швейцарский протестантский богослов, философ, преподаватель, духовный писатель и издатель. Был одним из крупнейших богословов Швейцарии конца XIX века.

## Биография
Родился в кантоне Женева в семье пастора. Воспитывался в институте Вернье, в 1833 году поступил на философский факультет Женевского университета, где изучал естественную историю, математику, физику, химию, механику и философию. В 1840 году предпринял поездку в Рим и Флоренцию, после возвращения — женился. С 1844 года был профессором философии в Женевской академии, но в результате революции 1848 года был отстранён от преподавания. В 1860 году был назначен в этом же заведении профессором апологетики, но в 1861 году из-за вмешательства правительства в дела университета вышел в отставку; в 1865 году основал в Женеве «Association réformiste», которая поставила себе задачей распространение принципа представительства меньшинства и работы которой Навилль издал. В 1853 году приобрёл шале на горе Салев и проводил там лето до конца жизни. 
С 1865 года был членом Института Франции, являлся почётным доктором Цюрихского университета и кавалером ордена Почётного легиона.
Как богослов был сторонником консервативного протестантизма, в частности, выступал против предоставления избирательного права женщинам. Главные работы: «Maine de Biran, sa vie et ses pensées» (Женева, 1857; 3-е издание — 1874), «La vie éternelle» (1861; русский перевод — Москва, 1865), «Madame Swetchine» (1864), «Le père céleste» (1865; 3-е издание — 1880; русский перевод — Санкт-Петербург, 1868), «Le problème du mal» (1868; есть русский перевод), «La question électorale en Europe et en Amérique» (2 издания, 1871), «Le devoir» (1868), «Le Christ» (2 издания, 1880; есть русский перевод), «La logique de l’hypothèse» (1880; русский перевод — Санкт-Петербург, 1882), «La physique moderne» (1888; 2-е издание — 1890), «Le libre arbitre» (1890). На русский язык А. И. Введенским переведено его сочинение «Что такое философия?» (Москва, 1896). 
Богословские сочинения Навилля, согласно ЭСБЕ, «представляют ряд чтений, произнесенных им в Швейцарии» (эти чтения он регулярно проводил с 1859 года). Многие из них переведены в «Православном Обозрении». Согласно ЭСБЕ, «сила горячего убеждения, ясность и живость изложения доставили этим сочинениям большую популярность». Кроме того, издал сочинения своего отца, Фридриха Навиля (1784—1845), также реформатского богослова, и богатую историческим и историко-этнографическим материалом коллекцию писем к последнему от реформатских миссионеров разных стран.